# 잿빛올드필드쥐
잿빛올드필드쥐(Thomasomys cinereus)는 비단털쥐과에 속하는 설치류이다. 에콰도르와 페루에서 발견된다.